# اغزمان‌کندی
اغزمان کندی یک روستا در ایران است که در دهستان دولت‌آباد (نمین) واقع شده‌است. اغزمان کندی ۹۶ نفر جمعیت دارد.